# Советское Дунайское пароходство
Советское дунаи́ское парохо́дство («СДП») — советская государственная судоходная компания, одна из крупнейших в СССР. Штаб-квартира — в Измаиле.

## История

### В Российской Империи
С 1812 года, по условию Бухарестского мирного договора, Россия становится дунайской державой. Граница с Турцией проходила по р. Прут, Килийскому гирлу реки. Овладев устьем Дуная, Россия открыла его для свободного плавания торговых судов всех государств. Вместе с развитием городов в Придунайском крае начинают свою деятельность и порты. Уже в 1816 году в порт Тучков заходили турецкие, австрийские, английские суда с товаром. В 1830 году было издано «Постановление о торговом судостроении и мореходстве», согласно которому в Измаиле основан цех вольных матросов. Цех объединял всех моряков, работавших на торговых судах местных купцов.
До середины 30-х годов XIX в. каботажное судоходство на Нижнем Дунае осуществлялось беспалубными лодками, баркасами, плотами, которые строились в Измаиле на верфи купца А. Зеньковича. На верфи закладывалось сразу четыре судна до 50 ластов каждое (1 ласт — около 2 т зерна). Суда строились из древесины дуба, других лиственных пород и применялись «дубки» на местных перевозках.
Вниз по течению суда шли самосплавом, вверх — на вёслах, парусах и бечевой. Вблизи порта Рени суда проводились с помощью тяги волов. В 1837 году здесь основана акционерная компания — «Дунайское бечевое общество» с капиталом 100 тысяч рублей. Бечевник проходил от Рени до устья Прута на расстояние трёх вёрст. Для этих целей содержалось десять пар волов и восемь фурщиков.
Многочисленные речные мели и морские бары в устье Дуная не позволяли проходить судам вместимостью свыше 150—300 тонн. По промерам 1831 года, глубина Сулинского гирла составляла 11,5 английских футов, Килийского гирла — 6 футов. Управляющий Бессарабской областью граф П. Пален доказывал: «Очищение Килийского гирла будет выгоднее, ибо путь судам сокращается вдвое. Суда могут идти до Измаила одним ветром. Сулинское гирло по своим 22 изгибам удлиняет путь вдвое, требует от семи до девяти переменных ветров». Однако Европейская Дунайская комиссия (ЕДК) приняла решение отказаться от использования Килийского рукава, мотивируя отказ сложностью работ по очистке. Отказ, однако, носил политический характер.
В 1833 году в Измаиле основан Центральный карантин. Введение карантинов в портах связано с активной внешней торговлей. Все товары, прибывавшие из-за границы, проходили санитарную обработку, облагались таможенными сборами и направлялись в глубинные районы Российской империи. Порты Измаил, Рени и Килия стали перевалочными внешнеторговыми базами. Главным предметом экспорта были пшеница, рожь, льняное семя, рыба, керосин. Из-за границы ввозили лесной материал и камень.
В 1834 году измаильские купцы владели 20 судами, ренийские — 5 единицами флота. Чтобы вывезти товары за границу по самому короткому пути, применялся небольшой по грузоподъёмности транспорт, так как Килийский рукав Дуная не позволял проходить судам с осадкой более 6 футов.
В 1849 году из Измаила вывезено 340 тысяч четвертей пшеницы, то есть примерно 68 тыс. тонн. В том же году Ренийский порт принял 30 морских торговых судов.
В середине XIX века наблюдается подъём дунайских портов. Только в 1846 году Измаил посетило 138 судов, среди них 50 русских, 45 — турецких, 38 — греческих, 8 — австрийских, 2 — английских. Поражение России в Крымской войне (1853—1856 гг.) стало главным препятствием в развитии дунайской торговли. На протяжении 20 лет Россия фактически была устранена с Дуная. После победы в русско-турецкой войне 1877—1878 гг. государственная граница России была установлена по Килийскому гирлу Дуная и по реке Прут.
В начале 80-х годов XIX века перед русским правительством стала задача создания пароходного общества на Дунае. 3 июля 1881 года было утверждено «Положение о срочном товаро-пассажирском пароходном сообщении между городами Одессой и Измаилом с заходом в Килию и Рени». В документе отмечалось, что … «Ю. Е. Гагарин принимает на себя обязательство содержания посредством принадлежащего ему парохода „Ольга“ правильного товаро-пассажирского сообщения…». Каждые две недели в Измаил, затем в Килию, из Килии в Рени, из Рени в Измаил и через Сулину в Одессу совершал срочные рейсы пароход предпринимателя. Скорость судна была равна 7 узлам. Второй пароход Ю. Е. Гагарина «Фёдор», переименованный в 1883 г. в «Измаил», совершил 18 рейсов в порт Рени.
Постепенно налаживались регулярные каботажные перевозки между русскими дунайскими портами. Однако развитие капиталистического производства, рост выпуска продукции требовали новых рынков сбыта товаров. Нужно было устанавливать тесные торговые связи с придунайскими странами. В одиночку решить этот вопрос Гагарин не мог. Его личных средств на это оказалось недостаточно.
- В 1883 году появляется первое русское пароходное общество «Князь Юрий Гагарин и Ко».

С 8 (21) ноября 1883 года впервые в истории отечественного торгового судоходства на Дунае Россия устанавливает регулярные международные торговые связи с придунайскими государствами.
- В 1886 году пароходное общество князя Гагарина было преобразовано в акционерное общество под названием «Черноморско-Дунайское пароходство»[2].

В 1902 году обществу принадлежало 12 пароходов общей грузоподъемностью 2087 per. тонн. Наиболее крупные — пароходы «Болгария», «Измаил», «Князь Гагарин», «Русь» и другие.
В 1903 году для удержания позиций в дунайской торговле и поддержания отношений со странами Балканского полуострова казной закуплено всё имущество Черноморско-Дунайского пароходства и основано государственное Русское Дунайское пароходство. Правление его находилось в Санкт-Петербурге. Для организации торговли учреждены агентства в Москве, Лодзи, Варшаве, Марселе, Гамбурге. В 1910 году построено здание агентства в Измаиле.
Пароходство содержало линии от Одессы до Систова, Кладова, буксирно-баржевую — от Рени до Галаца, от Батуми до Галаца с заходом в Ризе, Трапезунд, Варну, Бургас. Особое значение придавалось каботажным перевозкам в Килию, Измаил, Рени и зерновым — по реке Прут. На четырёх морских барках с помощью морского буксира «Вилково» грузы перевозили в Одесский порт. Пароход «Вилково» пополнил состав флота РДП в марте 1904 года.
Из переписки по случаю освящения парохода. Вилковский посадский голова Платонов посылает телеграмму в Петергоф: «Вилковское общество приносит поздравление Вашему Высочеству (Великому князю Александру Михайловичу) по случаю освящения вновь приобретённого парохода, увеличивающего состав судов пароходства и находящегося под Вашим покровительством. Пароход освящен именем „Вилково“». Ответная телеграмма из Петергофа гласила: «Искренне благодарю Вилковское общество за телеграмму и радуюсь освящению нового парохода. Александр».
На приём парохода были приглашены директор-распорядитель РДП А. К. Тимрот. Так первое пароходство князя Ю. Гагарина стало прообразом создания отечественных пароходств на Дунае.
В начале Первой мировой войны Русское Дунайское пароходство оказывало помощь войскам русской армии в снабжении и перевозке войск на южном участке фронта. Суда были мобилизованы. До конца 1914 года в Сербию 5 караванов судов экспедиции особого назначения (ЭОН) доставили оружие и строительные материалы. Суда РДП использовались также как санитарные транспорты. Впереди боевого отряда шёл разведывательный, состоявший из 2—3 вооружённых пароходов. В первый разведывательный отряд входили «Патриот», «Прут», во второй отряд — «Граф Игнатьев», «Румыния», «Сулин», в третий — «Святой Сергий», «Вилково», «Белград», «Сербия».
После ряда поражений на южном участке фронта и ухода русских войск из районов Дуная плавание судов РДП прекратилось.

### Послевоенное время
- 14 октября 1944 года по решению Государственного Комитета Обороны СССР для обеспечения перевозок по Дунаю советских войск и техники, а также народнохозяйственных грузов в городе Измаиле было создано Советское Дунайское государственное пароходство.

Пароходство начало свою деятельность в тяжёлых условиях военного времени. Отступая под натиском войск Красной Армии, фашистские захватчики выводили из строя флот, минировали фарватер, разрушали порты, взрывали мосты, стремились надолго исключить возможность использования Дуная в транспортных целях.
Источником пополнения флота служили затопленные суда, подъём которых был начат в декабре 1944 года 24-м Управлением особого строительства резерва Главного командования, а с 19 апреля 1945 года эти функции передаются образованному Дунайскому Военно-транспортному управлению (ДВТУ). В СДГП в 1945 году был создан судоподъёмный отряд, после расформирования ДВТУ судоподъём был возложен на Дунайское пароходство, ему был передан судоподъёмный отряд вместе с плавбазами, и к 1948 году фарватер Дуная был очищен. В течение 1945 года пароходством было принято 817 единиц флота, в том числе 142 самоходных судна, 60 несамоходных и 71 единица технического флота. Принятые суда находились в запущенном и разграбленном состоянии, многие из них имели боевые повреждения.
Флот пароходства в своём развитии прошёл ряд этапов.
Первоначальный период — восстановление трофейных повреждённых и поднятых со дна реки судов; второй этап — модернизация; третий — почти полное обновление транспортных речных судов; четвёртый — создание собственного морского флота пароходства.
Рост товарооборота, развитие судоходства по Дунаю требовали оснащения пароходства качественно новыми судами.
В конце 40-х открылась пассажирская линия п/х «Киев» ходил Рени-Измаил-Килия. А в начале 50-х гг п/х «Киев» был поставлен на линию Измаил-Одесса. В 1954 г. был снят с линии и передан Азовскому пароходству. После «Киев» стоял в Ильичёвске в начальный период строительства порта, как общежитие.
В 50-е и 60-е годы было построено 75 новых буксиров и толкачей типа «Владивосток», «Киев», «Москва», «Рига», «Иваново», «Корнойбург».
В 1957 году в Килийской части дельты Дуная был открыт глубоководный канал — Прорва, что способствовало развитию морских перевозок и флота СДП.
В 1965 году пароходство было переименовано в Советское Дунайское пароходство (СДП).
За период с 1970 по 1979 гг. оно пополнилось речными, морскими и пассажирскими судами и обеспечивало перевозки по системе Дунай — море — Дунай в направлении Средиземного и Красного морей, Ближнего и Среднего Востока.
В 70-е и 80-е годы речной флот пароходства пополнился мощными толкачами типов «Сергей Авдеенков», «Запорожье», «Ленинград» и 19 самоходными сухогрузными судами типа «Капитан Антипов» (серия названа в честь работников пароходства). Наряду с этим из эксплуатации выводился устаревший флот. В эти годы шло быстрое пополнение несамоходного флота за счёт постройки наливных и сухогрузных барж на Килийском судоремонтном заводе, а также на верфях Австрии, Румынии, Болгарии.
Суда пароходства ежегодно перевозили 70 % всех дунайских грузов, в основном, металл, зерно, руду, оборудование, что сделало СДП монополистом на реке.
На морские заграничные линии пароходство вышло в конце 50-х годов, когда вступили в эксплуатацию морские суда типа «Тисса». В 60-е годы были построены морские сухогрузные суда типов «Тарту», «Эльва», «Фрязино», «Шенкурск», «Новый Донбасс», «Инженер Белов», «Балтийский», «Александр Довженко» — всего около 30 судов. В 70-е годы — 35 наливных и сухогрузных судов типов «Кишинёв», «Балтика», «Алтай», «Сосновец», «Росток», «Юный Партизан», «Василий Шукшин». Грузоподъёмность морского самоходного флота составила 300 тыс. тонн.
Летом 1967 г. внезапно прекратилось судоходство по Суэцкому каналу вследствие военных действий на Ближнем Востоке. Суда Дунайского пароходства «Рени», «Новый Донбасс», «Новошахтинск», «Новоржев» с грузами для портов Красного моря вынуждены были идти вокруг Африки и впервые пересекли экватор.
В 1972 году теплоходы «Горки Ленинские», «Вознесенск», «Вишневогорск», «Гороховец» приступили к перевозкам из портов Дуная через Волго-Донской канал на порты Ирана на Каспийском море. Из-за падения уровня воды в этом канале, к концу навигации 1972 года суда не смогли вернуться в порт приписки и вместе с теплоходом «Козельск», пройдя внутренними водными путями, работали до навигации 1973 года на перевозке грузов между портами Балтийского и Северного морей, а «Якуб Колас» — между портами Ирана и Баку на Каспийском море.
25-26 ноября 1976 года теплоход «Речица» (серия «Росток») затонул в Эгейском море примерно в 60 милях к югу от о. Родос. Погибли 12 моряков.
В 1978 году в Финляндии для СДП был построен лихтеровоз «Юлиус Фучик», а в 1979 году — однотипный «Тибор Самуэли».
19 мая 1978 г. на основе межправительственного соглашения четырёх стран — Болгарии, Венгрии, Советского союза и Чехословакии создано международное хозяйственное судоходное предприятие «Интерлихтер» (МСХП).
Первая регулярная линия по перевозке грузов придунайских государств — Болгарии, Венгрии, Чехословакии и СССР была открыта в декабре 1978 года рейсом порт Усть-Дунайск — Бомбей (Индия) и Карачи (Пакистан). Лихтеровозы мощностью силовой установки по 36 тысяч л. с. могли брать на борт и размещать на трёх палубах 26 лихтеров. Их дедвейт составлял около 36600 тонн, длина — 267 м, ширина — 35 м, высота борта — 22,7 м, осадка — 11 м. Такие габариты не позволяли этим судам заходить в Дунай. Специально для приёмки и обслуживания судов лихтеровозной системы, а также перевалки грузов в сообщении Дунай — море в 1978 году была основана база по обслуживанию лихтеровозов в устье Дуная, получившая название Усть-Дунайск (статус порта он получил в 1985 году). Ежегодно
лихтеровозы «Юлиус Фучик» и «Тибор Самуэли» суммарно перевозили до полумиллиона тонн грузов.
За период своего существования — с декабря 1978 г. по сентябрь 1995 г. — морские суда МСП «Интерлихтер» совершили 252 кругосветных рейса, в том числе на линии Дунай-Индия-Пакистан — 151 рейс и на линии Дунай-Меконг — 102 рейса. Объём перевозок за эти годы составил 6,4 млн тонн, в том числе в экспорте Придунайских стран 4,3 млн.тонн. С 1984 г. действовала лихтеровозная транспортно-технологическая система. Она обслуживалась двумя доковыми лихтеровозами финской постройки т/х «Борис Полевой» и «Павел Антокольский» и двумя — итальянской постройки т/х «Анатолий Железняков» и «Николай Маркин». Система работала по следующим направлениям: порты Чёрного и Средиземного морей, Ближнего Востока, Северной и Восточной Африки.
В конце 80-х годов пароходство строит серию десяти судов овощевозов «Георгий Агафонов» смешанного плавания «Дунай — море».
Многообразны были связи Советского Дунайского пароходства на Дунае. СДП принимало участие в работе Европейской экономической комиссии ООН, Дунайской Комиссии, в реализации Братиславских Соглашений, в постоянной Комиссии СЭВ по транспорту, советско-болгарском транспортном товариществе «Дунайтранс».
В 80-е годы Советское Дунайское пароходство — крупное комплексное предприятие. Только транспортный флот насчитывал более 1000 единиц дедвейтом около 1 млн тонн, в составе которого имелись морские и речные суда, лихтеровозы, более ста единиц служебно-вспомогательного флота.
СДП обеспечивала перевозки внешнеторговых грузов стран, грузов иностранных владельцев в бассейне реки Дунай, а также на порты Чёрного, Средиземного, Красного морей Юго-Восточной Азии. Западной и Северной Европы.
Ежегодный объём перевозок составлял 11,5-12 млн тонн. Суда пароходства ежегодно посещали более 150 портов различных стран мира. Пассажирские морские и речные суда осуществляли перевозки советских и иностранных туристов. Большой популярностью пользовалась пассажирская туристическая линия «От Альп до Чёрного моря», впервые в системе морского флота СССР доказавшая рентабельность пассажирских перевозок. Эту линию обслуживали речные теплоходы «Амур», «Дунай» и морские «Белинский», «Осетия». С продолжением маршрута до порта Стамбул (Турция) на линию встали современные комфортабельные суда «Волга», «Днепр», «Украина», «Молдавия» и морской теплоход «Айвазовский».
Местные линейные перевозки обслуживали суда на подводных крыльях: «Ракета», «Восход», «Метеор», морские — «Комета», прогулочные суда и озёрные трамвайчики, с 80-х годов — «Измаил», «Измаил-2».
1 апреля 1982 года теплоход «Радомышль» (серия «Росток»), находясь на якоре в порту Измаил, пострадал от взрыва мины времён Второй мировой войны.
- В 1983 году Советское Дунайское пароходство было награждено Орденом «Дружбы народов».

В 90-е годы флот Украинского Дунайского пароходства пополнился серией из шести морских судов, головное — теплоход «Измаил». Это было первое судно, вступившее в строй под флагом суверенной Украины. Проект судов «Измаил» был существенно усовершенствован специалистами пароходства с учётом специфики перевозок и региона обслуживания УДП, а также повышения эксплуатационных характеристик. В 1990 году т/х «Измаил» был признан лучшим в своём классе авторитетным морским изданием «Ллойд лист».
Пароходство владело собственным контейнерным парком.
Речные перевозки пароходство осуществляет по самому мощному и развитому Европейскому транспортному коридору VII — целиком проходящему по реке Дунай.

## Руководство
- С 14 октября 1944 года по ноябрь 1944 года обязанности начальника Советского Дунайского государственного пароходства исполнял Алексей Евгеньевич Данченко.
- С ноября 1944 по май 1946 года начальником пароходства был Филипп Андреевич Матюшев.
- С 1946 года по 1949 год начальником Советского Дунайского государственного пароходства был Григорий Николаевич Морозов.
- С 1950 года по 1966 год начальником Дунайского пароходства был Лука Яковлевич Капикраян.
- С 1966 года по 1977 год начальником Советского Дунайского пароходства был Валентин Антонович Пиляев.
- С 1977 года по 1986 год начальником Советского Дунайского пароходства был Виктор Васильевич Пилипенко.
- С 1986 года по 1997 год Алексей Фёдорович Техов был начальником Советского Дунайского пароходства, Украинского Дунайского пароходства, генеральным директором Украинского Дунайского пароходства, президентом АО «УДАСКО».

## Порты и заводы в составе пароходства
- Измаильский морской торговый порт
- Ренийский морской торговый порт
- Килийский порт
- Морской торговый порт Усть-Дунайск
- Килийский судостроительно-судоремонтный завод
- Измаильский судоремонтный завод